# Костюк Віталій Валерійович
Віта́лій Вале́рійович Костю́к (25 січня 1976, с. Нова Могильниця Тернопільської області — 19 серпня 2014, м. Іловайськ Донецької області) — український військовик, солдат резерву, боєць батальйону спеціального призначення «Донбас» Національної гвардії України. Позивний «Улибка».

## Життєпис
Народився 1976 року в селі Нова Могильниця (Теребовлянський район, Тернопільська область). Мама родом із Нової Могильниці, батько — зі Львівщини. Першу чверть першого класу провчився в Новій Могильниці, потім із родиною виїхав у Тюмень, де закінчив восьмирічку. Коли захворіла мати, сім'я повернулася знову у Могильницю. Десятирічку закінчував у Теребовлі, вчився в середній школі № 1. 1990 року померла мама.
1993 року здобув спеціальність зварювальника, був призваний на строкову військову службу. Здобув спеціальність водія, після армії повернувся в Могильницю. Спробував зайнятися підприємництвом, відкрив кіоск у рідному селі. Їздив на заробітки в Одесу, Москву. Із сім'єю двоюрідної сестри переїхав до Одеси, де одружився, але родинне життя не склалося. Деякий час жив у маминої родини в селі Дзензелівці Маньківського району Черкаської області, займався ремонтами.
Під час Революції Гідності два місяці пробув на Майдані. Пішов на фронт добровольцем, служив у лавах 2-го батальйону спеціального призначення «Донбас», в/ч 3027 Національної гвардії України. Кулеметник 5-го відділення 1-го взводу 1-ї роти спеціального призначення.
Загинув 19 серпня 2014 у бою під час звільнення Іловайська (Донецька область).
Поховали Віталія Костюка 22 серпня 2014 року з військовими почестями у селі Дзензелівка на Черкащині, проводжали в останню путь всім селом. Його 88-річна бабуся померла восени 2014-го.

## Нагороди та вшанування
- за особисту мужність і героїзм, виявлені у захисті державного суверенітету та територіальної цілісності України, вірність військовій присязі під час російсько-української війни нагороджений орденом «За мужність» III ступеня (27.11.2014, посмертно)[1].
- на будівлі Дзендзелівської ЗОШ відкрито меморіальну дошку Віталію Костюку
- Його портрет розміщений на меморіалі «Стіна пам'яті полеглих за Україну» у Києві: секція 3, ряд 2, місце 6.
- Вшановується 18 серпня на щоденному ранковому церемоніалі вшанування українських захисників, які загинули цього дня у різні роки внаслідок російської збройної агресії[2]